# Edi Bär
Edi Bär (* 17. Oktober 1913 als Edwin Bär in Oetwil am See; † 11. Februar 2008) war ein Schweizer Kapellmeister, Komponist, Klarinetten- und Saxophonspieler aus Männedorf. Seine Musik war der Ländler. In seinem 12. Altersjahr begann er Mandoline zu spielen. Ein Jahr später folgte das Klarinettenspiel, das er auch am Konservatorium studierte. Er wollte seinerzeit eine Lehre als Instrumentenbauer absolvieren, doch diese war nur für Bewohner der Stadt Zürich zugänglich.

## Musikalisches Schaffen
In seinem 20. Altersjahr gründete er die Ländlerkapelle Edi Bär. Er komponierte rund 500 Tänze, allen voran den Schottisch Puurechilbi. Weitere Originale sind u. a. der Geburtstags-Schottisch, das Polka-Lied Bergheimet und das Walzer-Lied I suech e Maa. Beide Lieder wurden von den Geschwistern Pfenninger gesungen. Nicht selten trat seine Kapelle mit der Jodlerin Luise Beerli auf. Der Jodel in Begleitung von Ländlermusik ist allerdings in Fachkreisen des Jodelgesangs teils umstritten. Nebenbei komponierte er auch Blasmusik und Kirchenmusik für Orgel und Klarinette.
Bärs langjähriger Mitspieler am Akkordeon war Ernst Kuratli, der auch Eigenkompositionen beisteuerte. Dessen feine Art mit der Neuerung, die zweite Stimme mit dem Blockflötenregister zu spielen, löste manchmal den Vorwurf aus, die Volksmusik verliere ihre Urtümlichkeit. Dennoch verstand es Edi Bär, Tanzmusik, Blasmusik (er war auch Dirigent), Experimente und traditionelle Ländlermusik unter einen Hut zu bringen.
In der Besetzung Querflöte / Klarinette / Akkordeon / Gitarre / Posaune interpretierte er vor allem Tanzmusik; Tonträger wurden mit Eigenkompositionen von Edi Bär und Franz David bespielt.
Im Februar 1976 vereinte er schweizerische Ländlermelodien mit brasilianischen Sambarhythmen – das Experiment Grüezi wohl Brazilia mit Curt Treier.
Er komponierte vorwiegend einfache Melodien. Die instrumentale Besetzung seiner Ländlerkapelle (Klarinette oder Saxophon / Akkordeon / Klavier / Bassgeige oder Posaune) entspricht dem konzertanten Innerschweizer Stil.
Bär entwickelte eine eigene Stilrichtung und diente unter anderem der Ländlerkapelle Gebrüder Ägerter als grosses Vorbild. Er ist einer der meistgespielten Komponisten und weckte auch das Interesse des Basler Choreografen Heinz Spoerli.

## Berufliches
Bär startete seine berufliche Laufbahn als Schlosser in der Chemischen Fabrik Uetikon. Nach 28 Jahren wechselte er in die Metallurgiebranche und trat in den Aussendienst für Industriesalze.

## Hobby
Er schwamm gerne und regelmässig über den Zürichsee und war auch dafür bekannt. 1998 war er am Lützelauschwimmen der Schweizerischen Lebensrettungs-Gesellschaft mit 84 Jahren der älteste Teilnehmer. Das Schwimmen musste er allerdings aufgrund seines hohen Alters und der Unterkühlung aufgeben.